# Carla Maffioletti
Carla Maffioletti (Porto Alegre, 1980) is een Braziliaanse operazangeres.

## Biografie
Carla Maffioletti werd geboren in Porto Alegre, Brazilië, en heeft zowel de Italiaanse als Braziliaanse nationaliteit. Zij begon haar carrière met klassiek gitaar. Tijdens haar gitaarstudie werd zij door de bekende Braziliaanse sopraan Neyde Thomas ontdekt, waarna haar carrière een wending nam.
In 2000 werd ze uitgenodigd aan het Conservatorium Maastricht opera te komen studeren, waar zij in contact kwam met André Rieu en zijn Johann Strauß Orchestra, die haar vervolgens meteen contracteerde om als soliste over de wereld te trekken. Ze heeft vele werken opgenomen op meer dan tien cd's en dvd's, die wereldwijd door de grote tv-stations uitgezonden worden.
Sinds 2009 is Maffioletti als soliste verbonden aan de opera in Gießen, waar zij onder andere de rol van Papagena en Koningin van de Nacht (Die Zauberflöte), Olympia (Hoffmanns Erzählungen) en Valencienne (Die lustige Witwe) vertolkt. Recent maakte ze haar debuut als Contessa de Boissy van de Braziliaanse componist Carlos Gomes.
Sinds 2008 maakt zij deel uit van mandoline-ensemble The Strings.
Maffioletti spreekt zeven talen.